# Рушевац (Брестовац)
Рушевац је насељено место у општини Брестовац, у западној Славонији, Република Хрватска.

## Историја
До нове територијалне организације налазило се у саставу бивше велике општине Славонска Пожега.
Хрватске паравојне снаге су напале 2. новембра 1991. село Рушевац у општини Славонска Пожега, када је убијено неколицина старијих српских цивила.

## Становништво
Насеље је према попису становништва из 2011. године имало 2 становника.
| Националност       | 1991.       |
| Срби               | 43 (97,72%) |
| Хрвати             | 0           |
| Југословени        | 1 (2,27%)   |
| остали и непознато | 0           |
| Укупно             | 44          |

## Галерија
- Споменик жртвама из неколико српских села у Славонији (страдали су 1991. године)
- Натпис на споменику